# SAVIEM H
Le SAVIEM H est une gamme de camions moyen/lourd tonnage fabriquée à Blainville-sur-Orne par SAVIEM puis Renault Véhicules Industriels - R.V.I. de 1977 à 1980.
Les modèles de la gamme H ont remplacé les précédents véhicules de la gamme haute SAVIEM SM Europe. Ils étaient proposés en différentes appellations version porteur (HM) et tracteur (HB). On retrouve également les modèles HF, HL, HN, HR et HS, généralement suivis d’un chiffre. Entre chacun de ces modèles, les différences étaient liées au châssis et aux charges utiles. La durée de vie de ces véhicules a été pour le moins très éphémère, à peine trois années de présence au catalogue.

## Histoire
En 1975, DAF, Magirus-Deutz, SAVIEM et Volvo forment le « Club des Quatre » afin d'étudier et de fabriquer ensemble un camion de moyen tonnage, ce qui permet de partager un investissement important.
Pour cela, la société Europeen truck development (ETD) est créée aux Pays-Bas avec son bureau d'études installé chez SAVIEM dans l'Ouest de la région Île-de-France, mais le projet de l'usine commune de fabrication complète a été, peu à peu, abandonné.
Le nouveau camion, qui possède une tôlerie, à la fois légère et rigide, est facile à carrosser grâce à ses longerons droits.
En 1974, Renault s'est vu contraint, par le gouvernement français, d'absorber son concurrent et ennemi de toujours, Berliet, en faillite. L'intégration de Berliet dans Saviem va avoir lieu en 1978 avec la création de Renault Véhicules Industriels. Les marques SAVIEM et Berliet vont alors disparaître au profit de Renault. 
Après cette union, la série H va être partagée avec Berliet sous l'appellation Berliet GHR. À partir de 1980, les SAVIEM H et Berliet GHR vont progressivement disparaître au profit des Renault gamme G.

## Caractéristiques

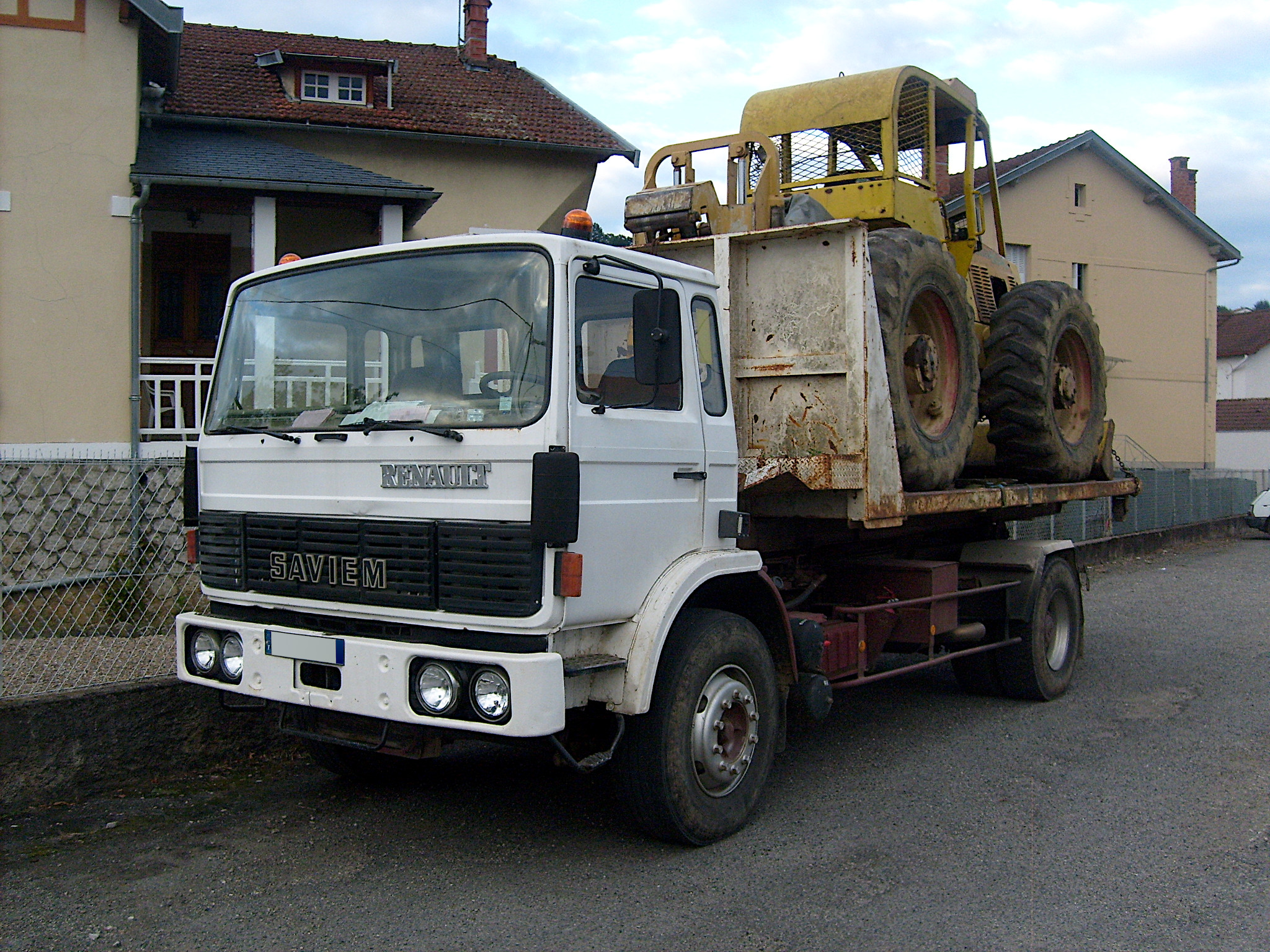
Saviem H plateau

Pour équiper la gamme H, SAVIEM a utilisé la cabine type 875, une version allongée de la cabine 870 du Club des Quatre déjà utilisée dans la gamme J plus légère. La nouvelle cabine mesure 240 mm de plus que l'originale.
La gamme H était équipée d'un moteur six cylindres en ligne Berliet MID 06.20.30 développant une puissance de 185 ch (138 kW) à 2.400 tr/min. Il a également monté deux moteurs MAN, le R5 et le R6. Le R5 était un moteur cinq cylindres en ligne d'une puissance de 186 ch (139 kW) et le R6 était un six cylindres en ligne d'une puissance de 220 ch (164 kW).

## Berliet GHR

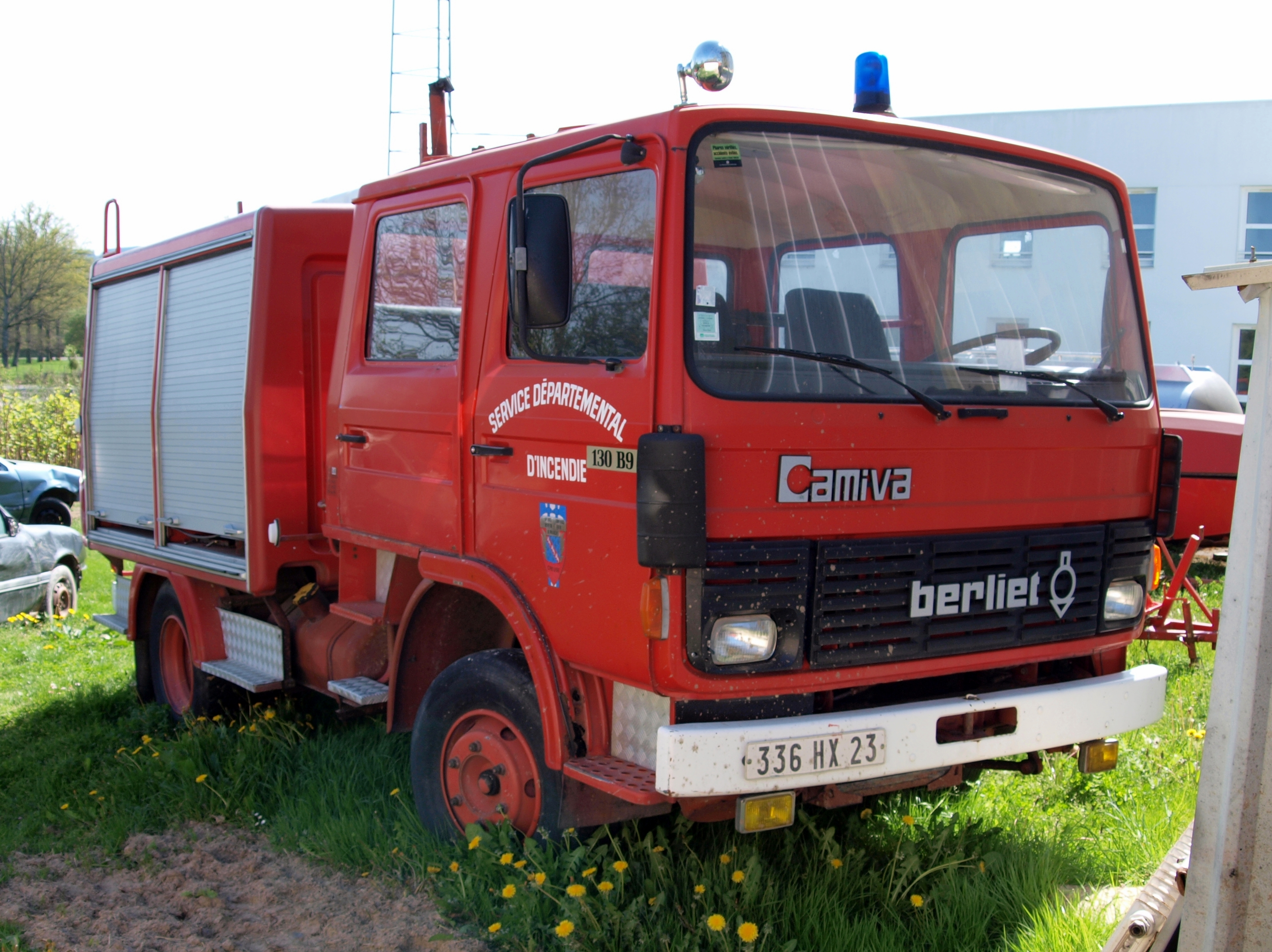
Berliet GHR 130 Camiva Pompiers

À partir de 1978, après la reprise de Berliet par Renault-Saviem, le Renault type H a été également commercialisé sous la marque Berliet dans les versions route et chantier en configuration 4x2 et 6x4.